# Florian Dănălache
Florian Dănălache (n. 9 iulie 1915, București, România – d. 1984, București, România) a fost un militar și  comunist român. La bază, Florian Dănălache era de profesie strungar. 
În noiembrie 1944 a devenit membru a PCR. Florian Dănălache a fost deputat în Marea Adunare Națională în sesiunile din perioada 1952-1980. 
În perioada 1 decembrie 1952 - 8 august 1954 generalul-maior (cu o stea) Florian Dănălache a fost comandantul Comandamentului Trupelor de Grăniceri. 
A fost membru al CC al PMR, ministru al transporturilor (1971 - 1972), prim-secretar al Comitetului Orășenesc PMR București în perioada 1954 - 1966.

## Distincții
- Medalia „A cincea aniversare a Republicii Populare Române” (24 decembrie 1952) „pentru lupta și munca duse în vederea făuririi, consolidării și prosperării Republicii Populare Române”[3]
- Ordinul „Steaua Republicii Populare Romîne” clasa a III-a (21 august 1954) „pentru merite deosebite pe tărîmul construcției de stat, economice, sociale și culturale, cu ocazia celei de a zecea aniversări a eliberării patriei noastre”[4]
- Ordinul Muncii clasa a II-a (30 decembrie 1957) „cu ocazia celei de a zecea aniversări a proclamării Republicii Populare Romîne și pentru merite deosebite în îndeplinirea sarcinilor date de Partidul Muncitoresc Romîn, pentru merite deosebite pe tărîmul construcției de stat, economice, sociale, culturale și obștești”[5]
- Ordinul „23 August” clasa a III-a (12 august 1959) „pentru merite deosebite în opera de construire a socialismului”[6]
- Medalia „40 de ani de la înființarea Partidului Comunist din Romînia” (6 mai 1961) „pentru merite în activitatea de partid și întărirea regimului democrat-popular”[7]
- Ordinul Muncii clasa I (18 august 1964) „pentru merite deosebite în opera de construire a socialismului, cu prilejul celei de a XX-a aniversări a eliberării patriei”[8]
- Ordinul „Tudor Vladimirescu” clasa a II-a (30 aprilie 1966) „cu prilejul celei de-a 45-a aniversări de la înființarea Partidului Partidului Comunist din România, pentru merite deosebite în opera de construire a socialismului”[9]
- Medalia „A XXV-a Aniversare a Eliberării Patriei” (4 august 1969) „pentru merite deosebite în lupta împotriva fascismului, în eliberarea țării, în războiul antihitlerist, în instaurarea puterii democrat-populare și construirea socialismului în Republica Socialistă România, cu prilejul celei de-a XXV-a aniversări a eliberării patriei”[10]
- titlul de Erou al Muncii Socialiste și medalia de aur „Secera și ciocanul” (4 mai 1971) „cu prilejul aniversării a 50 de ani de la constituirea Partidului Comunist Român, [...] pentru merite deosebite în opera de construire a socialismului”[11]
- Medalia „25 de ani de la proclamarea Republicii” (26 decembrie 1972) „pentru merite deosebite în opera de construire a socialismului, cu prilejul aniversării a 25 de ani de la proclamarea Republicii”[12]